# Press It Up
„Press It Up” – czternasty singel Seana Paula wydany w 2009 roku. Utwór został wydany na albumie Imperial Blaze

## Lista utworów
- CD singel promo (24 sierpnia 2009)[1]

1. „Press It Up” – 3:46

- Płyta gramofonowa, wydanie wraz z „So Fine” (29 września 2009)[2]

A1 „So Fine” (Album Version) – 3:12
A2 „So Fine” (Instrumental) – 3:10
B1 „Press It Up” (Album Version) – 3:42
B2 „Press It Up” (Instrumental) – 3:42

## Teledysk
Teledysk do utworu został wyreżyserowany przez Jessy'iego Terrero i wydany 1 października 2009 roku przez Atlantic Records

## Notowania na listach przebojów
| Kraj    | Lista (2009/2010) | Najwyższa pozycja |
| ------- | ----------------- | ----------------- |
| Francja | Top 100 Singles   | 40                |
| Kanada  | Canadian Hot 100  | 64                |